# Rua Humaitá
A Rua Humaitá é uma rua situada no bairro do Humaitá, na Zona Sul da cidade do Rio de Janeiro. Com cerca de 1,2 km de extensão, é um dos principais logradouros do bairro por cruzá-lo de um extremo ao outro.
A rua tem início no final da Rua São Clemente, onde localiza-se o Largo dos Leões. Termina na altura do Viaduto Saint Hilaire, que dá acesso ao Túnel Rebouças. É uma via de mão dupla, com 3 faixas no sentido Botafogo e 3 faixas no sentido Lagoa.
Na Rua Humaitá, situam-se alguns prédios altos que se misturam a antigos casarões, alguns dos quais tombados pelo Instituto do Patrimônio Histórico e Artístico Nacional (IPHAN). No logradouro situa-se também o Campus Humaitá II do Colégio Pedro II, inaugurado em 1952 e que oferece turmas dos três anos do Ensino Médio e do 2º segmento do Ensino Fundamental.
O logradouro recebeu o nome Rua Humaitá por homenagear os seis monitores que, na operação Passagem de Humaitá, ocorrida no contexto da Guerra do Paraguai, obtiveram êxito em ultrapassar a Fortaleza de Humaitá.

## Pontos de interesse
Os seguintes pontos de interesse situam-se na Rua Humaitá:
- 1º Grupamento de Bombeiros Militar (1º GBM) do Corpo de Bombeiros Militar do Estado do Rio de Janeiro
- Campus Humaitá II do Colégio Pedro II
- Casa de Saúde São José
- Cobal do Humaitá
- Colégio Padre Antonio Vieira
- Espaço Cultural Municipal Sérgio Porto
- Favela Recanto Familiar
- Instituto Social da Sociedade das Filhas do Coração de Maria
- Largo dos Leões
- Praça Henrique Brito e Cunha